# Prozess gegen Fritz Reuter
Der Prozess gegen Fritz Reuter war ein Strafprozess vor dem Kammergericht Berlin, in dem Fritz Reuter (1810–1874) am 4. August 1836 wegen „Teilnahme an hochverräterischen burschenschaftlichen Verbindungen in Jena und Majestätsbeleidigung“ zum Tode verurteilt, aber begnadigt wurde. Reuter, später bekannter niederdeutscher Schriftsteller, war in den 1830er Jahren Opfer der preußischen Demagogenverfolgung.

## Vorgeschichte
In Jena geriet Reuter als Mitglied der verbotenen Jenaischen Burschenschaft Germania in die zweite Welle der Demagogenverfolgung, die durch den Frankfurter Wachensturm ausgelöst worden war. Preußen und Österreich, die mit den Karlsbader Beschlüssen von 1819 die Demagogenverfolgung eingeleitet hatten, verschärften ihre Verfolgungsmaßnahmen und errichteten wieder eine Bundeszentralbehörde, die die Verfolgungsmaßnahmen der Deutschen Bundesstaaten koordinieren sollte. In Preußen wurde das Kammergericht zum allein zuständigen Gericht für alle Verfahren bestimmt und eine Ministerialkommission eingerichtet, die insbesondere darüber entschied, gegen wen eine Kriminaluntersuchung einzuleiten sei und welchem Untersuchungsrichter die Untersuchung unter Leitung des Kammergerichts zu übertragen sei.
Nach den Worten Thomas Nipperdeys befestigte das politische System damit „seinen Charakter als Obrigkeits- und Beamtenregiment, als Vormundschaft und Kontrolle, es wurde – zugespitzt – zum Polizeiregiment … ein System der Repression […]. In diesem System gedieh der Radikalismus der Intelligenz.“ In diesem Klima der Repression studierte der eigentlich unpolitische Fritz Reuter ab 1832 in Jena. Am 31. Oktober 1833 wurde Fritz Reuter auf der Heimreise nach Stavenhagen in Berlin festgenommen.

## Die polizeilichen und gerichtlichen Untersuchungen
„Die polizeilichen Vernehmungen des Studiosus juris Heinrich Ludwig Christian Friedrich Reuter aus Stavenhagen in Mecklenburg Schwerin wegen seiner Mitgliedschaft von und um der geheimen burschenschaftlichen Verbindung Germania zu Jena“ wurden im November und Dezember 1833 durchgeführt. Es schloss sich die gerichtliche Untersuchung an, die mit dem Schlussverhör im September 1834 abgeschlossen wurde. Ausführlich wurde dieser zum Zweck der Verbindung und den Mitteln zur Erreichung dieses Zwecks befragt. Hinsichtlich des Zwecks der Germania und den dafür einzusetzenden Mitteln ging es primär um die Frage, ob auch die Anstiftung einer Revolution oder zumindest die Beteiligung daran zum gebilligten Zweck gehörten. Während Reuter in den bisherigen Befragungen stets behauptet hatte, dies nie als Zweck der Germania angesehen zu haben, erklärte er jetzt: „Erregung einer Revolution war ausgeschlossen, wohl aber wollte man, wenn ein Volk für die Freiheit aufstünde d. h. Deutschland, dasselbe mit den Waffen in der Hand unterstützen“.
In seinem Schlusswort erklärte Reuter: „Ich weiß nichts weiter anzuführen, als daß ich bei meiner Theilnahme an der Verbindung keine strafbare Handlung beabsichtigt habe, vielmehr sogleich ausgetreten bin, als ich erkannte, daß die Verbindung eine tadelnswerte Richtung nahm. Ich habe nur mein Studentenleben möglichst genießen wollen und es werden mir Alle bezeugen, daß ich mich für die Tendenz der Verbindung, soweit sie aus dem Kreis des Universitätslebens lag, durchaus nicht interessiert habe.“
Darin sah das Kammergericht einen versuchten Hochverrat. Das Urteil sollte, so die Vorgabe der Ministerialkommission, das Aufsehen rechtfertigen, das die ganze Untersuchung in der Bevölkerung erregt hatte und die Bedeutung, Gefährlichkeit und Strafwürdigkeit der politischen Umtriebe aufzeigen. Deshalb wurden die bisher getrennt bearbeiteten Verfahren zu einem einzigen gegen 204 Angeklagte zusammengefasst. Das Urteil erging am 4. August 1836.

## Das Urteil
Insgesamt wurden 198 Angeklagte verurteilt, zwei freigesprochen, gegen vier wurde „die Untersuchung und das Urtheil noch vorbehalten.“ Gegen 39 Angeklagte wurde die Todesstrafe verhängt, davon gegen vier in verschärfter Form („mit dem Rad von oben“) und gegen 35, auch Fritz Reuter, mit dem Beil. 159 Angeklagte wurden wegen Mitgliedschaft in einer geheimen Verbindung zu langjährigen Haftstrafen verurteilt. Auf Vorschlag der Ministerial-Kommission wurden die Todesurteile allerdings vom König unmittelbar in langjährige Festungshaft umgewandelt. Reuter verbüßte von Februar 1837 bis August 1840 in verschiedenen Haftanstalten eine rund dreieinhalbjährige Freiheitsstrafe.
Das Gericht unterteilt seine rechtliche Bewertung in zwei Blöcke, die allgemeinen Rechtsfragen und die konkreten Tatvorwürfe.

### Die allgemeinen Rechtsfragen
Viele der 204 Angeklagten waren, wie Reuter, nicht preußische Untertanen und hatten die ihnen vorgeworfenen Taten auch nicht in Preußen begangen. Deshalb stand das Kammergericht vor folgenden komplexen Rechtsfragen:
1. Kann von einem Ausländer im Ausland Hochverrat gegen Preußen begangen werden?
2. Welche Gesetze gelten für diese Taten?
3. Waren Attentate gegen den Deutschen Bund überhaupt in Preußen mit Strafe bedroht?
4. Gab es beim Hochverrat einen milder zu bestrafenden Versuch?[6]

Entscheidend für die Verurteilung ausländischer Studenten, die ihre angeblichen Taten nicht in Preußen begangen hatten, war die Bestimmung des § 91 II 20 ALR (Zweiter Teil, 20. Titel Allgemeines Landrecht für die Preußischen Staaten für die Preußischen Staaten). Danach konnte ein Hochverrat nur von preußischen Untertanen begangen werden. Umso erstaunlicher ist es, dass das Kammergericht § 91 II 20 ALR und die darin liegende Problematik überhaupt nicht erwähnt, sondern nur die allgemeinen Bestimmungen des ALR und der Kriminalordnung über die Bestrafung von Ausländern untersucht und daraus das „höhere Prinzip“ entwickelt, dass der Staat berechtigt sei, „die Idee des Rechts zu verwirklichen, so weit sein Arm reicht. Ein Ausländer, der im Auslande ein Verbrechen gegen den diesseitigen Staat oder dessen Fürsten begeht, ist unbedingt strafbar.“ Damit ebnet das Gericht entgegen dem ALR den Weg für die Bestrafung auch der zahlreichen nichtpreußischen Angeklagten, die ihren angeblichen Hochverrat im Ausland begangen hatten.
Bei diesen richterlichen Argumentationen zeigt sich besonders deutlich die Technik des Kammergerichts, die einschlägigen preußischen Gesetze solange zu kombinieren und zu „kneten“, bis das gewollte Ergebnis (pseudo)juristisch begründbar ist. Das Gericht wendet hier – und auch bei weiteren Fragen – eine Auslegungstechnik an, die man mit einem von Bernd Rüthers für die Zeit des Nationalsozialismus eingeführten Begriff als „unbegrenzte Auslegung“ bezeichnen kann. Auch das preußische Staatsministerium vertrat die Auffassung, Hochverrat gegen den preußischen Staat, begangen von Ausländern im Ausland, sei schon nach geltendem Recht strafbar und sollte nur „näher declarirt“ werden. Dies geschah durch die Kabinettsorder vom 6. April 1834, mit der auch Ausländer für entsprechende Taten im Ausland als Hochverräter in Preußen für strafbar erklärt wurden.
Werner Hülle sieht in der Kabinettsorder eine „authentische Interpretation“ des Königs, wozu er nach § 6 II 13 ALR berechtigt gewesen sei.
Um die geschilderten rechtlichen Probleme auf Dauer zu beseitigen, wurde in der Gesetzesrevisions-Kommission vorgeschlagen, das schwierige Problem der Bestrafung von Ausländern gesetzlich zu regeln. Ausländer, die des Hochverrats schuldig seien, sollten, auch wenn sie ihre Tat außerhalb Preußens begangen hatten, nach den preußischen Hochverratsbestimmungen bestraft werden und zwar auch rückwirkend. Dirk Blasius vertritt die These, dass der Strafjustiz in Preußen mit den Vorschlägen zur Gesetzrevision die Linie des Handelns vorgegeben wurde und diese das bestehende Recht schon im Voraus entsprechend auslegte, wie sich auch an dem Urteil des Kammergerichts vom 4. August 1836 zeige.
Das Gesamtergebnis seiner allgemeinen Rechtsausführungen fasst das Gericht wie folgt zusammen:

„Das Ergebniß dieser Erörterungen ist für das gegenwärtige Erkenntniß von großer Bedeutung. Es liegen hochverrätherische Verbindungen vor, welche als Mittel zur Veränderung der Staatsverfassung nur eventuell, wenn die andern Mittel nicht anschlügen, die Gewalt anerkannten, und selbst dann nur in so weit, daß ein Volksaufstand zur Erreichung des Zweckes nicht erregt, wohl aber unterstützt werden sollte. Der Gebrauch der Gewalt war hier bedingt durch die fruchtlose Anwendung der übrigen Mittel und durch die Existenz eines Volksaufstandes. Dennoch leidet es kein Bedenken, daß die Theilnehmer einer solchen Verbindung des Hochverraths schuldig sind und den Tod verwirkt haben. Diese Form der Hochverrätherischen Verschwörung ist diejenige, welche von der wirklichen Vollführung am entferntesten ist.“

### Die konkreten Tatvorwürfe gegen Fritz Reuter
Die strafrechtlich relevanten Vorwürfe gegen Reuter fasst das Gericht in vier Punkten zusammen: „Gegen Reuter liegt vor:
1. seine Theilnahme an der vereinigten Burschenschaft als Commentbursche und Mitglied,
2. seine Theilnahme an der neuen Germania als Mitglied,
3. seine Kenntnis des revolutionairen Stuttgarter Beschlusses,[Anm. 1]
4. die Beleidigung Seiner Majestät des Königs.“

In den Punkten zwei und vier hält das Gericht Reuter für strafbar. Das Gericht formuliert wörtlich: „Straffällig erscheint er dagegen nach den oben entwickelten allgemeinen Principien als Mitglied der neuen Germania, die auch nach seinem Geständniß zufolge als Mittel zur Erreichung des Verbindungs Zweckes, Theilnahme an einer Revolution anerkannte. Der Beweis gegen ihn ist durch sein qualificirtes Geständniß geführt. Ebenso hat er, wegen Beleidigung Sr. Majestät des Königs eine außerordentliche Strafe verwirkt.“
Die Verurteilung wegen Majestätsbeleidigung ist nach den damals geltenden Strafvorschriften im Ergebnis nicht zu beanstanden. Angesichts der Zeugenaussagen, nach denen das Lied Fürsten zum Land hinaus und auch dessen erste Strophe („Fürsten zum Land hinaus, Jetzt kommt der Völkerschmaus! Hinaus, Hinaus, Hinaus! Erst hängt den Kaiser Franz. Dann den im Siegerkranz!“) häufig auf studentischen Kneipen in Jena gesungen wurde, ist Reuters Aussage in der Tat unglaubwürdig. Reuter hat sich, wie er selbst einräumt, gern an „Kneipereien“ beteiligt und war der studentischen Geselligkeit sehr zugetan.

## Kritik
Das Kammergericht hat sich schon wenige Jahre später indirekt von seinem Urteil distanziert. Es nutzte ein Gnadengesuch eines der Hauptbeschuldigten, um dem König die Begnadigung aller 1836 zu Tode verurteilten Studenten zu empfehlen. Die Mehrheit der Angeklagten, in der damaligen Situation nach der Pariser Revolution politisch verführt, sei sich „der Größe des Verbrechens“ eines Hochverrats nicht bewusst gewesen und habe überdies nie „die ernstliche Absicht zur Vollführung eines solchen Verbrechens“ gehabt. Damit verneint das Gericht im Nachhinein eine für die Todesurteile wegen Hochverrats zentrale Bedingung, nämlich den Vorsatz. Friedrich Wilhelm III. lehnte die vorgeschlagenen Begnadigungen rundweg ab.
In der juristischen Literatur hat Ernst Rudolf Huber das Urteil scharf kritisiert. Die Straftaten hätten zu den verhängten Strafen in einem „groben Mißverhältnis“ gestanden. Bei diesem Missbrauch der Gerichtsgewalt werde „das Strafurteil aus einem Mittel der Abschreckung zu einem Mittel des Schreckens“ und diene dem „Terror“, damit gebe „die Justiz sich selbst preis.“
Wie drakonisch das Urteil des Kammergerichts ausgefallen ist, zeigt ein Bericht der Frankfurter Bundeszentralkommission. Danach sind in den übrigen deutschen Staaten nur sieben weitere Todesurteile ausgesprochen, aber in der Revisionsinstanz auf Freiheitsstrafen reduziert worden. In zahlreichen Fällen seien anstatt der an sich gerechtfertigten Kriminalstrafen sogar nur Disziplinarstrafen der Universitäten verhängt worden.
Reuter hat die ihm und seinen Mitangeklagten vorgeworfenen Taten später in der niederdeutschen Verarbeitung seiner Festungszeit treffend und zugleich selbstkritisch wie folgt bewertet:
„Un wat hadden wi denn dahn? Nicks, gor nicks. Blot in uns’ Versammlungen un unner vir Ogen hadden wi von Ding’ redt, de jetzt up apne Strat fri utschrigt warden, von Dütschlands Friheit und Einigkeit. Äwer taum Handeln wiren wi tau swack, taum Schriwen tau dumm, dorum folgten wi de olle dütsche Mod’: wi redten blot doräwer.“
(Und was hatten wir denn getan? Nichts, gar nichts. Nur in unseren Versammlungen und unter vier Augen hatten wir von Dingen geredet, die jetzt auf offener Straße frei heraus geschrien werden, von Deutschlands Freiheit und Einigkeit. Aber zum Handeln waren wir zu schwach, zum Schreiben zu dumm, darum folgten wir der alten deutschen Mode: wir redeten nur darüber.)